# دوزايتشي
دوزايتشي (بالفارسية: دوزایچی) هي مستوطنة تقع في Charuymaq-e Jonubesharqi Rural District في إيران. يقدر عدد سكانها بـ 39 نسمة .